# 무쓰우라쇼촌
무쓰우라쇼촌(일본어: 六浦荘村)은 1889년 4월 1일부터 1936년 10월 1일까지 존재했던 일본 가나가와현 구라키군의 촌이다. 

## 지리
현재의 요코하마시 가나자와구 서부에 해당한다.

## 역사
- 1889년 4월 1일 - 정촌제 시행에 의해 구라키군 무쓰우라쇼촌이 성립하였다.
- 1936년 10월 1일 - 요코하마시에 편입해, 이소고구의 일부가 되었다.
- 1948년 5월 15일 - 이소구구의 일부가 분구해 가나자와구가 신설되었다.

## 교통

### 철도
- 쇼난전기철도
  - 본선

### 도로
- 요코스카 가도 (현 국도 제16호선)

## 참고 문헌
- 角川日本地名大辞典編纂委員会,『角川日本地名大辞典 神奈川県』1984, 角川書店
- 小幡宗海編『神奈川文庫 第五集 百家明鑑』神奈川文庫事務所、1900年。
- 大日本篤農家名鑑編纂所編『大日本篤農家名鑑』大日本篤農家名鑑編纂所、1910年。
- 『神奈川県銘鑑録』帝国芳銘会、1916年。
- 河瀬蘇北『現代之人物観無遠慮に申上候』二松堂書店、1917年。
- 交詢社編『日本紳士録 第31版』交詢社、1927年。
- 人事興信所編『人事興信録 第9版』人事興信所、1931年。
- 交詢社編『日本紳士録 第37版附録 多額納税者名簿』交詢社、1933年。
- 梅田功『変革者 小泉家の3人の男たち』2001年。